# 冈上镇
冈上镇是中国江西省南昌市南昌县下辖的一个镇。

## 行政区划
冈上镇共辖3个居委会和12个行政村，分别是：
冈上街居委会、市汊街居委会、万舍街居委会、长湖村、兴农村、蚕石村、石湖村、曲湖村、晋安村、冈上村、安仁村、合山村、东坛村、万舍村、黄台村。